# スウェーデンワイン

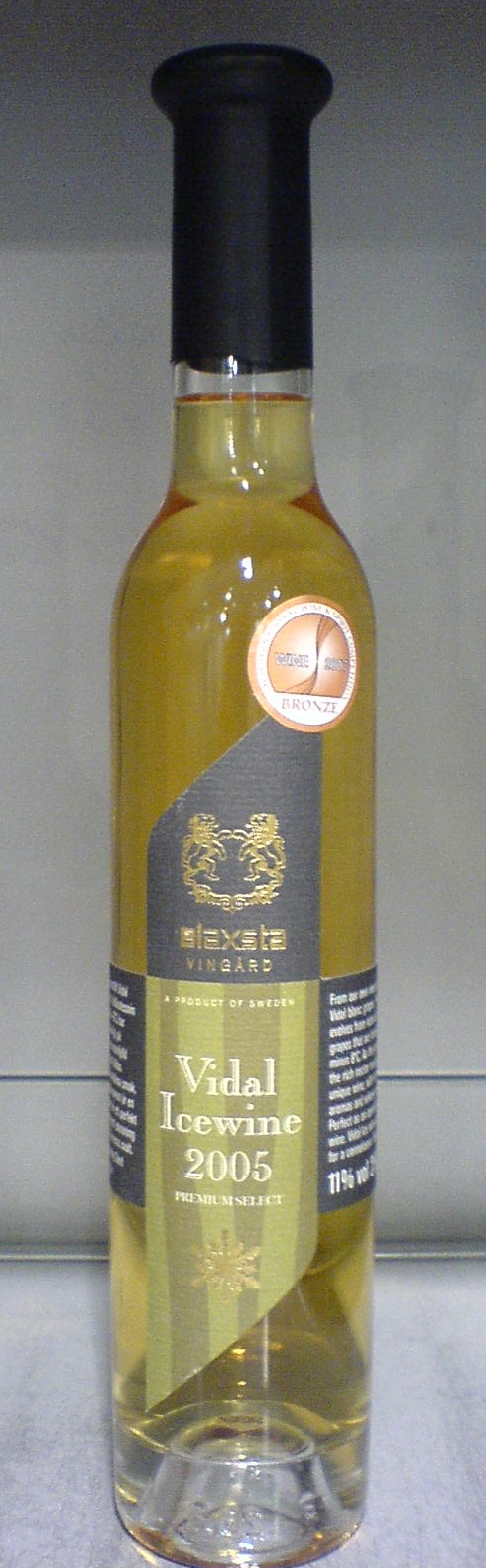
Blaxsta醸造製 Vidal Icewine 2005

スウェーデンワインは、スウェーデンで生産されるブドウから作られる商業用のワインの総称である。生産量はごく少量であるが、1990年代の終わり頃から成長がみられる。
非常に限られた用法ではあるが「スウェーデンワイン」という用語はスウェーデン産のフルーツワインを指す用語としても用いられている。このワインは輸入されるブドウジュースからスウェーデン内で作られる非常に長い伝統を持つワインであり、その歴史はスウェーデン内での実際のブドウ栽培よりも昔に遡ることができる。

## 歴史
スウェーデンはヨーロッパのつる植物「ヴィニフェラ種」（Vitis vinifera）が自生するには北寄り過ぎるため、ここ1世紀の間にブドウからワインが造られる伝統は無かった。幾つかの資料によると中世のスウェーデンでカトリック教会の修道院が運営する葡萄園があったといわれるが、これを検証してみると例えばイギリスでのワイン造りと対比した場合遥かにその証拠となるものは少ない。
スウェーデンのオランジェリー（Orangery）やその他の温室での小規模のブドウ栽培は長い間続けられてきたが、この栽培の目的は食用の果実（ブドウ）そのものの採取や鑑賞、展示を目的としたものでありワイン造りを目的としたものではなかった。
20世紀の終わりに向けてカナダワイン（Canadian wine）、イギリスワイン（English wine）、デンマークワインで実証されるような既に実績のあるワイン生産地域よりも北の地域へ商用のワイン醸造が徐々に進出してきた。この傾向は特に交雑品種（hybrid grape）の新しい派生種が利用可能になったことと新しい醸造技術の発達によるものであろう。
スウェーデンで商用のワイン醸造を行うという考えは1990年代に発生した。先駆者たちの中（特にスコーネ地方の）にはスウェーデンよりも早い時期にワイン醸造が始まっていた近隣のデンマークに触発を受けた者がおり、その一方でその他のワイン生産地の国々での経験から影響を受けた者もいた。
驚くべきことであるが、ある一定の規模を持つ最初の2つのワイナリーはスウェーデンの南端ではなくセーデルマンランド県のフレン（Flen）近郊（果樹園が一般的な地域）とスウェーデンで最も日照時間が長いゴットランド島に設立された。しかし後に続いたほとんどのワイナリーはスコーネ地方に所在する。
ブドウを外から買い入れるのではなく自ら温室で栽培する小規模ワイナリーも存在する。
2000年代の初めから少数の商用ワインの内の少量がシステムボラゲット（Systembolaget）を介した販路を開拓した。

## 現在の状況
趣味としてではなく事業としてのワイン造りを行っていると考えられる醸造家はスウェーデンには数えるほどしかいない。2006年にスウェーデン農業庁（Statens jordbruksverk）が数えたところ自己所有のブドウ畑から商用ベースのワインを生産しているスウェーデン企業は4社であった。総生産量は5,617 Lで、その内3,632 Lが赤ワイン、1,985 Lが白ワインで構成され、これらは約10 haのブドウ畑から生産されていた。
スウェーデンワイン育成協会はスコーネ地方に30-40のブドウ栽培者がいると見積もっているが、この中には1 haの限られた面積のブドウ畑で趣味として栽培している者も含まれている。

## 規制
欧州連合の一員としてスウェーデンのワイン生産はEUワイン法（European Union wine regulations）を遵守しなければならない。しかしスウェーデンの商用ブドウ畑の面積の合計が100 ha以下である限りスウェーデンには作付け規制（planting right）は適用されない。規制のこの部分は2015年には撤廃されることになっているので、おそらくスウェーデンはこの規制の影響を受けることはない。
今のところスウェーデンは、使用できるブドウの品種を含めてワイン醸造に関する最低限の法律や規制しか制定していない。スウェーデンワインには原産地名称保護制度が無いためにスウェーデン産ワインはテーブルワインに限定され、指定産地優良ワイン（QWpsr|quality wines）としては販売できない。これはラベル表記に幾つかの制限が課せられ、例えばラベルにヴィンテージ年を記すことはできない。

### ブドウの品種
以下のブドウの品種がスウェーデンでの商用ワイン生産用に認可されている:
白ブドウ
| - バッカス（Bacchus） - ビアンカ（Bianca） - シャルドネ - ケルナー（Grape） - マデレーヌ・アンジョヴィヌ（Madeleine Angevine） 7672 - Malingre Précoce - メルツリング（Merzling） | - ミューラー・トゥルガウ（Müller-Thurgau） - オリオン（Orion） - オルテガ（Ortega） - フェニックス（Phoenix） - ライヒェンシュタイナー（Reichensteiner） - リースリング - ソーヴィニョン・ブラン | - セイヴァル・ブラン（Seyval Blanc） - ジーガーレーベ（Siegerrebe） - ソラリス（Solaris） - ヴィダル・ブラン（Vidal Blanc） - ザラス・ペルレ（Zalas Perle） |

赤ブドウ
| - アコロン（Acolon） - カベルネ・ドルサ（Cabernet Dorsa） - カベルネ・フラン - フリューブルグンダー（Frühburgunder） | - ギャラノワール（Garanoir） - レオン・ミロ（Léon Millot） - メルロー | - ピノ・ノワール - レーゲント（Regent） - ロンド（Rondo） |